# Mistrovství Evropy ve fotbale hráčů do 19 let 2010
Mistrovství Evropy ve fotbale hráčů do 19 let 2010 se konalo od 18. do 30. července 2010 ve Francii. Jednalo se o 27. ročník turnaje v této věkové kategorii, kterého se účastnilo osm týmů. Obhájcem titulu byla reprezentace Ukrajiny. První tři týmy z obou skupin se kvalifikovaly na Mistrovství světa ve fotbale hráčů do 20 let 2011. Turnaje se mohli účastnit hráči narození nejdříve 1. ledna 1991.

## Účastníci
Byla sehrána kvalifikace, které se zúčastnilo 52 reprezentací (Francie měla účast na závěrečném turnaji jistou jako pořadatel). V první fázi bylo 52 týmů rozlosováno do 13 skupin po 4 týmech. Ve skupinách se utkal každý s každým jednokolově na stadionech jednoho z účastníků skupiny jako víkendový turnaj. Vítězové skupin, týmy na druhých místech a dva nejlepší týmy ze žebříčku celků umístěných na třetích místech postoupili do druhé fáze. V té bylo 28 týmů rozlosováno do 7 skupin po čtyřech. Opět se utkal každý s každým jednokolově na stadionech jednoho z účastníků skupiny jako víkendový turnaj. Všech 7 vítězů skupin postoupilo na závěrečný turnaj.
- Rakousko
- Chorvatsko
- Anglie
- Francie (hostitel)
- Itálie
- Nizozemsko
- Portugalsko
- Španělsko

## Skupinová fáze
| Vysvětlivky                                                 |
| ----------------------------------------------------------- |
| Týmy postupující do semifinále a na MS hráčů do 20 let 2011 |
| Týmy postupující na MS hráčů do 20 let 2011                 |

### Skupina A
| Tým        | Z | V | R | P | VG | IG | +/- | B |
| ---------- | - | - | - | - | -- | -- | --- | - |
| Francie    | 3 | 2 | 1 | 0 | 10 | 2  | +8  | 7 |
| Anglie     | 3 | 1 | 1 | 1 | 4  | 4  | 0   | 4 |
| Rakousko   | 3 | 1 | 0 | 2 | 3  | 8  | −5  | 3 |
| Nizozemsko | 3 | 1 | 0 | 2 | 2  | 5  | −3  | 3 |

| 18. července 2010 18:00 |       |                            |                                                     |
| Rakousko                | 2 – 3 | Anglie                     | Stade du Hazé, Flers rozhodčí: Markus Strömbergsson |
| Alaba 52' Trauner 74'   |       | Nouble 14', 29' Cruise 55' | Stade du Hazé, Flers rozhodčí: Markus Strömbergsson |

| 18. července 2010 20:00                      |       |            |                                                            |
| Francie                                      | 4 – 1 | Nizozemsko | Stade Michel d'Ornano, Caen rozhodčí: Vladislav Bezborodov |
| Kakuta 20' Bakambu 37', 90+3' Indi 84' (vl.) |       | Cabral 55' | Stade Michel d'Ornano, Caen rozhodčí: Vladislav Bezborodov |

| 21. července 2010 18:00                         |       |          |                                           |
| Francie                                         | 5 – 0 | Rakousko | Stade du Hazé, Flers rozhodčí: Alan Black |
| Griezmann 19', 73' Lacazette 66', 83' Reale 80' |       |          | Stade du Hazé, Flers rozhodčí: Alan Black |

| 21. července 2010 18:00 |       |        |                                                       |
| Nizozemsko              | 1 – 0 | Anglie | Stade Henry Janne, Bayeux rozhodčí: Gediminas Mazeika |
| Berghuis 6'             |       |        | Stade Henry Janne, Bayeux rozhodčí: Gediminas Mazeika |

| 24. července 2010 18:00 |       |           |                                                         |
| Anglie                  | 1 – 1 | Francie   | Stade Louis Villemer, Saint-Lo rozhodčí: Stephan Studer |
| Phillips 90+3'          |       | Tafer 56' | Stade Louis Villemer, Saint-Lo rozhodčí: Stephan Studer |

| 24. července 2010 18:00 |       |                     |                                                    |
| Nizozemsko              | 0 – 1 | Rakousko            | Stade Michel Farré, Mondeville rozhodčí: Matej Jug |
|                         |       | Djuricin 87' (pen.) | Stade Michel Farré, Mondeville rozhodčí: Matej Jug |

### Skupina B
| Tým         | Z | V | R | P | VG | IG | +/- | B |
| ----------- | - | - | - | - | -- | -- | --- | - |
| Španělsko   | 3 | 3 | 0 | 0 | 7  | 2  | +5  | 9 |
| Chorvatsko  | 3 | 1 | 1 | 1 | 6  | 2  | +4  | 4 |
| Portugalsko | 3 | 1 | 0 | 2 | 3  | 7  | −4  | 3 |
| Itálie      | 3 | 0 | 1 | 2 | 0  | 5  | −5  | 1 |

| 18. července 2010 16:00 |       |                      |                                                |
| Chorvatsko              | 1 – 2 | Španělsko            | Stade Henry Janne, Bayeux rozhodčí: Alan Black |
| Andrijašević 42'        |       | Thiago 53' Rodri 64' | Stade Henry Janne, Bayeux rozhodčí: Alan Black |

| 18. července 2010 16:00 |       |                                 |                                                            |
| Itálie                  | 0 – 2 | Portugalsko                     | Stade Michel Farré, Mondeville rozhodčí: Gediminas Mazeika |
|                         |       | N. Oliveira 51' S. Oliveira 63' | Stade Michel Farré, Mondeville rozhodčí: Gediminas Mazeika |

| 21. července 2010 15:00 |       |             |                                                    |
| Španělsko               | 2 – 1 | Portugalsko | Stade Louis Villemer, Saint-Lo rozhodčí: Matej Jug |
| Pacheco 12', 88'        |       | Pinto 78'   | Stade Louis Villemer, Saint-Lo rozhodčí: Matej Jug |

| 21. července 2010 16:00 |       |        |                                                         |
| Chorvatsko              | 0 – 0 | Itálie | Stade Michel Farré, Mondeville rozhodčí: Stephan Studer |
|                         |       |        | Stade Michel Farré, Mondeville rozhodčí: Stephan Studer |

| 24. července 2010 16:00 |       |                                                 |                                                          |
| Portugalsko             | 0 – 5 | Chorvatsko                                      | Stade Henry Janne, Bayeux rozhodčí: Markus Strömbergsson |
|                         |       | Andrijašević 19' Pamić 25', 37', 69' Ozobić 67' | Stade Henry Janne, Bayeux rozhodčí: Markus Strömbergsson |

| 24. července 2010 16:00                     |       |        |                                                     |
| Španělsko                                   | 3 – 0 | Itálie | Stade du Hazé, Flers rozhodčí: Vladislav Bezborodov |
| Rochina 16' Pacheco 23' Ezequiel 57' (pen.) |       |        | Stade du Hazé, Flers rozhodčí: Vladislav Bezborodov |

## Vyřazovací fáze

### Pavouk
|  | Semifinále                   | Semifinále |   |  | Finále                   | Finále |  |
|  |                              |            |   |  |                          |        |  |
|  | 27. července 2010 – Saint-Lo |            |   |  |                          |        |  |
|  | Španělsko                    | 3          |   |  |                          |        |  |
|  | Anglie                       | 1          |   |  |                          |        |  |
|  |                              |            |   |  |                          |        |  |
|  |                              |            |   |  | 30. července 2010 – Caen |        |  |
|  |                              |            |   |  | Španělsko                | 1      |  |
|  |                              | Francie    | 2 |  |                          |        |  |
|  |                              |            |   |  |                          |        |  |
|  |                              |            |   |  |                          |        |  |
|  |                              |            |   |  |                          |        |  |
|  | 27. července 2010 – Caen     |            |   |  |                          |        |  |
|  | Francie                      | 2          |   |  |                          |        |  |
|  | Chorvatsko                   | 1          |   |  |                          |        |  |

### Semifinále
| 27. července 2010 16:00          |       |             |                                                               |
| Španělsko                        | 3 – 1 | Anglie      | Stade Louis Villemer, Saint-Lo rozhodčí: Markus Strömbergsson |
| Pacheco 12' Keko 34' Canales 57' |       | Bostock 37' | Stade Louis Villemer, Saint-Lo rozhodčí: Markus Strömbergsson |

| 27. července 2010 19:00 |       |            |                                                            |
| Francie                 | 2 – 1 | Chorvatsko | Stade Michel d'Ornano, Caen rozhodčí: Vladislav Bezborodov |
| Kakuta 37' Bakambu 83'  |       | Ademi 4'   | Stade Michel d'Ornano, Caen rozhodčí: Vladislav Bezborodov |

### Finále
| 30. července 2010 19:00 |       |                        |                                                      |
| Španělsko               | 1 – 2 | Francie                | Stade Michel d'Ornano, Caen rozhodčí: Stephan Studer |
| Rodrigo 18'             |       | Sunu 49' Lacazette 85' | Stade Michel d'Ornano, Caen rozhodčí: Stephan Studer |